# De Koog
De Koog is een dorp in de gemeente Texel in de provincie Noord-Holland.
De Koog is een van de oudste dorpen op het Nederlandse waddeneiland Texel, gelegen aan de westzijde van het eiland. Het dorp is de badplaats van het eiland en trekt jaarlijks vele toeristen. De Koog ligt vrijwel direct aan de Noordzee; slechts twee duinenrijen scheiden het dorp van het strand. Voordat het een badplaats werd, was De Koog lange tijd een vissersdorp. De vissersbevolking trok weg na een aantal uitzonderlijk zware stormen. Er is vrijwel niets over van het oude vissersdorpje, alleen de kerk midden in het dorp, uit 1415, en een huisje naast de kerk. Het dorp heeft momenteel zo'n 1.540 inwoners. De Koog staat bekend om zijn uitgaansleven bij jongeren op vakantie. Zo is er een grote discotheek genaamd "Toekomst" en zijn er verschillende andere (kleinere) cafés te vinden, ook bevindt zich er een viersterrenhotel genaamd Grand Hotel Opduin.

## Musea
- Ecomare
- Schipbreuk- en Juttersmuseum Flora